# 渤海国志长编
《渤海国志长编》是中国近现代著名史学家金毓黻的代表著作，是研究渤海国历史的重要文献资料。

## 成书动机
在《渤海国志长编》之前，东亚还有一些关于渤海国历史的著作，但金毓黻对这些著作都不甚满意，如他在读过唐晏的《渤海国志》后，认为“前人论渤海事讹谬太甚，久思正之，未暇为也。近日有暇，拟赓此业。”对于渤海国的来龙去脉，金毓黻认为应该表述完备：“思肃慎遗族之立国规模启于舍利(渤海)，盛于完颜(金)，极于爱新(清)。金、清二史既有成书，而渤海一国之史尚付缺如，窃以病诸”。
金毓黻年轻时所处的时代，清廷衰亡，列强入侵，内忧外患日益严重。众多中國知識分子更加重视边疆问题的研究，“溯自逊清之季，国人怵于外患日亟，多喜谈边疆地理”。金毓黻受此影响也投入到中国东北边疆历史地理研究当中。

## 成书过程
“九·一八”事变后，金毓黻被日军软禁，后被释放，改为在外监视。在被监视期间，金毓黻开始并完成了《渤海国志长编》(2O卷，补遗1卷)的编辑出版工作。在此期间，金毓黻拒绝了在满洲国政府内任职的机会，后于1936年辗转来到上海，并先后在南京中央大学、南遷四川三台的东北大学任教，解放后任中国科学院历史研究所研究员。

## 主要内容
《渤海国志长编》全书二十卷，包括：总略上、总略下、世纪、后纪、年表、世系表、大事表、属部表、宗臣列传、诸臣列传、士庶列传、属部列传、遗裔列传、地理考、职官考、族俗考、食货考、文徵、丛考、余录。
全书后附有补遗、渤海遗裔考、征引书目及二幅地图，共计约44万字。

### 总略上、下
以编年体的方式，按照时间先后，将中外各个时期有关渤海的史料排列起来．材料来自于各部典籍，没有修改润色，展现了渤海史料的原貌。

### 世纪
以编年的方式记载了大祚荣、大武艺、大钦茂、大元义、大華璵、大嵩璘、大元瑜、大言义、大明忠、大仁秀、大彝震、大虔晃、大玄锡、大瑋瑎、大諲譔共l5世渤海王的主要事迹。

### 后纪
记载东丹国王耶律倍的主要事迹。耶律倍是辽太祖耶律阿保机的长子。为契丹926年灭渤海后在渤海旧地建立的契丹平行国国王，耶律倍可以和耶律阿保机一样享有天子服饰，单独使用甘露年号。金毓黻对于为耶律倍作后纪给予这样的解释：“盖东丹既建，仍用渤海之制以治其土，臣其臣，子其民，是渤海虽灭，犹未灭也。东丹臣民之往异国者，尝自称日渤海，而异国之记载，亦日渤海使来，不日东丹 ，基于这样的原因，设立后纪。

### 年表
以表格的方式记载渤海、东丹国的历史纪年。年表中虽然没有具体史事，但却提供了渤海国详细的历史脉络，便于考察渤海与同时期其他政权的历史演变。

### 世系表
以表格的形式记载大祚荣到大諲譔各王接受唐朝册封、嗣立等事宜。

### 大事表
以表格的形式记载渤海国、东丹国的历史大事。

### 属部表
以表格的形式记载渤海国、东丹国的属部臣属唐朝、向唐朝纳贡等情况。

### 宗臣列传
记载47位渤海大氏宗族的事迹。

### 诸臣列传
记载107位渤海大臣的事迹。

### 士庶列传
记载8位渤海士庶人物的事迹。

### 属部列传
记载渤海黑水部、拂涅部、虞娄部、越喜部、铁利部的兴衰情况。

### 遗裔列传
记载渤海灭亡后在东丹国、辽、金等政权中为官的150位原渤海人士。

### 地理考
主要记载渤海五京、十五府、六十二州的建置、地理沿革等情况。

### 职官考
记载渤海、东丹国、契丹所置渤海官职的名称、职掌。

### 族俗考
主要记载渤海国的种族、姓氏、风俗。

### 食货考
主要记载渤海国出产和外来的各种物品，分别为“俗之所贵者”，如“太白山之菟”；“见于朝聘者”，如“虎皮”；“见于记载者”，如“麦”；“日本所赠者”，如“绢”；“东丹国十三年，遣使以羊、马鬻於南唐，以其价市物如左”，如“茶”。

### 文徵
共分八类209篇，分别为唐敕、表、国书、诗、铭、序、书状、遗裔之文。

### 丛考
本部分实为考史之作，“余撰渤海国志既竟，复穿贯众说，考其异同，得一百馀事，命日丛考”。丛考共分六部分内容—— 释义、明例、考异、存疑、正误、互证。

### 余录
其内容是总略的补充，分别为棘褐、长庆宣明历、渤海乐、海东逸史、东京城、金石古迹。